# Isshinryu
 Der er for få eller ingen kildehenvisninger i denne artikel, hvilket er et problem. Du kan hjælpe ved at angive troværdige kilder til de påstande, som fremføres i artiklen.

Isshinryu er en karate-stilart der blev grundlagt af Tatsuo Shimabuku i år 1956.

## Grundlæggeren Shimabuku
Shimabuku startede med at træne karate som 6 årig, under sin onkel. Senere trænede Shimabuku under Choki Motobu (Shorin-ryu), en Okinawansk mester der var kendt for sin utrolige styrke.
Chotoku Kyan (Shorin-ryu) hed den næste mester Shimabuku trænede under, Kyan var meget anset på Okinawa. Endvidere var han anerkendt som en dygtig tekniker, samt for hans evne til at bevæge sig hurtigt.
Den sidste karatemester Shimabuku trænede under var Chojun Miyagi (Goju-ryu), han lærte Shimabuku hvor vigtigt åndedrættet var i karate.
Shimabuku blev også undervist i Okinawansk våbenkunst, af mesteren Shinken Taira.
Shimabuku mestrede følgende våben : Rokushaku-Bo (en seks fod lang stav), Sai (en form for trefork/knive), og Tonfa (en slags blokadestave).

## System
Oversat fra det okinawanske sprog betyder Isshinryu "et hjerte en vej", mens karate betyder "tom hånd".
Isshinryu Karate arbejder hovedsageligt med tom hånds delen, men Okinawansk våbenkunst er også en del af systemet.
Isshinryu bygger på konceptet om optimal udnyttelse af kroppens ressourcer og naturens love. Det betyder at der ofte, ikke anvendes ”lige på og hård kraft” mod den kraft, som der mødes. Isshinryu bygger på et system, hvor der ikke lægges vægt på en stor samling af teknikker, men korte og kontante teknikker som er; hurtige, kompromisløse og gaderelevante.